# Most im. Obrońców Modlina 1939 r.

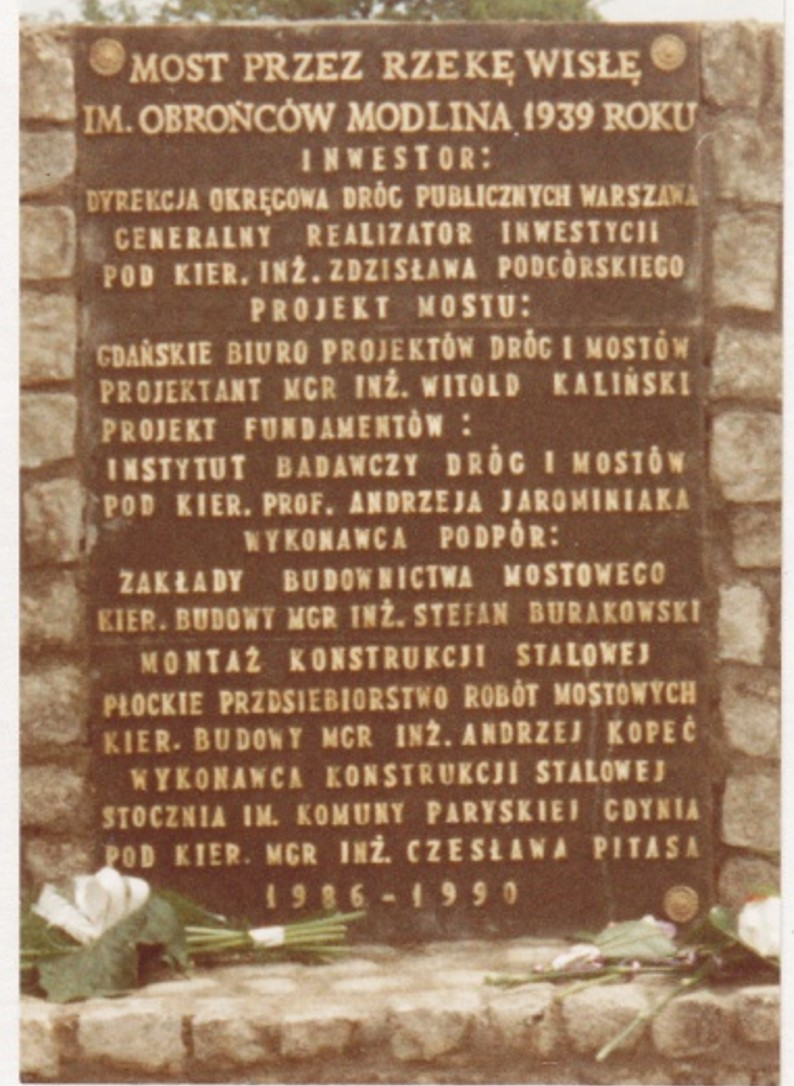
Tablica upamiętniająca budowniczych mostu

Most im. Obrońców Modlina 1939 r. – most na Wiśle na granicy Nowego Dworu Mazowieckiego i Gminy Czosnów otwarty w 1990 w ciągu drogi ekspresowej S7.
Most jest ważnym ogniwem planowanej drogi ekspresowej S7 (Warszawa – Gdańsk). Elementy konstrukcji mostu zostały wykonane w stoczni w Gdyni. Potocznie nazywany jest „mostem w Zakroczymiu” z powodu bliskości gminy Zakroczym, jednak nie znajduje się on w tej gminie.
Most posiada obustronne chodniki dla pieszych pokryte asfaltem, oddzielone od jezdni barierą energochłonną; korzystanie z nich było możliwe do czasu rozpoczęcia przebudowy obiektu. Jest oświetlony latarniami w formie stalowych słupów z pojedynczą oprawą oświetleniową (dawniej podwójną oprawą STRADA produkcji Elgo) znajdującymi się przy balustradach.
W marcu 2023 roku rozpoczęto przebudowę obiektu ze względu na rozbudowę istniejącego odcinka drogi ekspresowej S7 koło Zakroczymia do przekroju sześciopasowego tj. dwóch jezdni po trzy pasy ruchu.

## Wymiary i konstrukcja mostu
- długość 530,0 m, zawiera sześć przęseł o rozpiętości 75 + 4 × 95 + 75 m. Ich konstrukcja jest belkowa, ciągła, o przekroju skrzynkowym.
- szerokość 2 × 14,7 m[4], według innych źródeł 2 × 14,95[5]

Most zbudowano w sposób innowacyjny. Po raz pierwszy w Polsce użyto do wykonania konstrukcji przęseł stal trudnordzewiejącą (12HNNbA). Konstrukcję przęseł zrobiono w suchym doku Stoczni w Gdyni, szczelnymi odcinkami. Masa najdłuższych, 95-metrowych odcinków, wynosiła około 600 ton. Po zalaniu doku wodą, odcinek konstrukcji holowano 30 km przez Zatokę Gdańską do ujścia Wisły w Przegalinie i dalej około 390 km Wisłą – przez śluzę zapory we Włocławku – do miejsca budowy mostu pod Zakroczymiem. Tam odcinek konstrukcji podnoszono z rzeki na podpory mostu i na nich łączono z innymi odcinkami w ciągłą konstrukcję przęseł oraz montowano na niej wsporniki pomostu.
Fundamentami filarów mostu są pale Ø 122 cm, długości do 26 m, wiercone w rurach stalowych. Filar w rzece jest oparty na 24 palach, w tym 12 ukośnych (7:1). Rury pali wbijano młotem wibracyjnym, utrzymując w nich kilkumetrowy „korek” gruntowy. Zagęściło to podłoże filarów i znacznie zwiększyło nośności pali. Pale trzech filarów rzecznych zwieńczono poniżej zwierciadła rzeki w stalowych skrzyniach wykonanych w stoczni w Płocku i przyholowanych Wisłą do Zakroczymia. Skrzynia miała długość 30 m, szerokość 7 m, wysokość 6 m, masę około 120 ton. Przyczółek jest oparty na 13 słupach szczelinowych („baretach”) długości 8,5 m. Uprościły jego konstrukcję, bo nie wymagały użycia płyty zwieńczającej.

### Główni projektanci mostu
- mgr inż. Witold Kaliński
- mgr inż. Ewa Kordek
- mgr inż. Henryk Wyłuda

### Budowniczowie mostu
- Zdzisław Podgórski – Generalny Realizator Budowy Mostu, Zastępca Naczelnego Dyrektora Okręgu Warszawskiego DODP

- Stanisław Pawelski – kierownik montażu drugiej nitki mostu
- Zakłady Budownictwa Mostowego PKP Warszawa (podpory),
- Płockie Przedsiębiorstwo Robót Mostowych (konstrukcja).

Budowniczych mostu upamiętniono tablicą umieszczoną na cokole przy moście, na prawym brzegu Wisły. Tablicę przedstawia fotografia.